# 田川幹太
田川 幹太（たがわ かんた、1967年6月5日 - 2023年3月12日
）は、日本の映画監督、映像作家、脚本家。血液型はO型。
大阪府出身。東海大学文学部卒業。元日本シナリオ作家協会会員。2000年初頭はタガワカンタというカタカナ表記で活動。フェイクドキュメンタリー映画などの監督を務めており、後に自主制作の場でも活動していた。

## 来歴・人物
大阪府に生まれる。門真市立第一中学校に入学し、後に守口市立梶中学校に転校。東海大学付属仰星高校に進学。第一期生である。東海大学文学部に進学し卒業後、映像制作の世界に入りオリジナルビデオ業界で活動する。
2003年、東京国際ファンタスティック映画祭出展作品、『最強獣誕生 ネズラ -NEZULLA-』で監督生命を絶たれる程の酷評を一部の特撮フリークから浴びせられた。
2003年に長年勤めていた制作会社トランスフォーマーから独立し、ビデオ制作会社「ビックバーム」を設立。同年、『本当にあった!!都市伝説』第一作目を制作し、以後、ホラー、オカルト、ドキュメンタリー、モキュメンタリー等のジャンルで活動を展開する。
2013年にZooチャンネルをYoutubeとニコニコ動画で開設。その後YouTubeでの心霊動画配信や映画評論、音楽バンド「ゼットン＆パンドン」のボーカルなど多岐に渡り活動。マッチョテングマン 、ヨシDIXIESたちとともに心霊スポット探訪動画である『ガチシリーズ』、『シン・ガチシリーズ』を配信。
2023年3月12日に胆管癌により死去、55歳没。

## 主な作品
- 『稲川淳二の恐怖への招待状』（1995年、ビデオプランニング） - 製作
- 『TV放送禁止シリーズ　真夜中のきもだめし～何かが起きても知らないよん～』（1999年、トランスフォーマー）
- 『TV放送禁止シリーズ　心霊黙示録～悪魔の棲むビデオ～』（1999年、トランスフォーマー）
- 『TV放送禁止シリーズ　きもだめし2000』（2000年、トランスフォーマー）
- 『杉沢村伝説　完全無削除　絶対恐怖版』（2000年、マクザム） - 監督
- 『TV放送禁止シリーズ　きもだめしスペシャル』（2001年、トランスフォーマー） - 構成
- 『TV放送禁止シリーズ　13日の金造日』（2001年、トランスフォーマー）
- 『TV放送禁止シリーズ 金造スペシャル』（2001年、トランスフォーマー）
- 『TV放送禁止シリーズ 恐怖の枝豆』（2001年、トランスフォーマー） - 構成
- 『TV放送禁止シリーズ 眞鍋かをりのドキドキきもだめし』（2001年、トランスフォーマー） - 脚本、監修
- 『パチンコ バトル・ロワイアル』（2001年、トランスフォーマー） - 脚本、監督
- 『恐怖の人体実験 呪いのわら人形』（2002年、トランスフォーマー） - 監督
- 『恐怖の人体実験2 悪魔のレポート』（2002年、トランスフォーマー） - 監督
- 『最強獣誕生 ネズラ -NEZULLA-』（2003年、ハピネット・ピクチャーズ） - 監督、脚本
- 『俺は絶対に捕まらない!』（2003年、アタッカーズ）
- 『NOEL』（2003年、ギャガ） - 脚本協力
- 『本当にあった!!都市伝説』（2003年、ハピネット・ピクチャーズ） - 監督
- 『本当にあった!!都市伝説2』（2003年、クリエイティブアクザ） - 監督
- 『本当にあった!!都市伝説3』（2004年、クリエイティブアクザ） - 監督
- 『怪談百物語』（2004年、クリエイティブアクザ） - 製作、演出
- 『怨念地図　全国版』（2004年、クリエイティブアクザ） - 演出
- 『怨念地図2　全国版』（2004年、クリエイティブアクザ） - 演出
- 『怨念地図3　全国版』（2004年、クリエイティブアクザ） - 演出
- 『悪霊祓』（2004年、ビッグバーム） - 監督
- 『女呪霊』（2004年、クリエイティブアクザ）
- 『本当にあった(禁)現場シリーズ　狂団』（2004年、シャイ企画）
- 『本当にあった(禁)現場シリーズ　狂団2』（2005年、シャイ企画）
- 『実録!!色情霊』（2005年、シャイ企画）
- 『切なく泣ける「恐い話」』（2005年、クリエイティブアクザ） - 監督、脚本
- 『警視庁特別調査課 マーダーファイル 津山30人殺しを追え!』（2005年、かまいたち） - 企画、監督
- 『TWO-F』（2005年、アタックゾーン）
- 『MFグランプリ 2005』（2005年、ジェネオンエンタテインメント）
- 『MFグランプリ 2006 虫祭り』（2006年、ジェネオンエンタテインメント）
- 『サイレン島』（2006年、Blowout Japan） - 構成
- 『震!都市伝説』（2006年、クリエイティブアクザ） - 監督、脚本
- 『DEEP BLOOD』（2007年、SUNNY DAYS） - 原案、監督
- 『やる気まんまん』（2007年、クリエイティブアクザ） - 製作
- 『本当にあった怖い都市伝説』（2008年、クリエイティブアクザ） - 監督
- 『本当にあった怖い都市伝説2』（2008年、クリエイティブアクザ） - 監督
- 『本当にあった怖い都市伝説3』（2008年、クリエイティブアクザ） - 監督
- 『日本全国呪場MAP』（2008年、クリエイティブアクザ） - 企画、構成
- 『衝撃映像! 未確認生物UMA』（2008年、クリエイティブアクザ）
- 『ジェイソン村』（2009年、クリエイティブアクザ）
- 『桜金造のテレビで言えない怖い話』（2009年、クリエイティブアクザ） - 演出
- 『金造怪談』（2009年、クリエイティブアクザ）
- 『ほんとにあった！怖い心霊スポット』（2010年、クリエイティブアクザ）
- 『ほんとにあった！怖い心霊スポット 2 絶叫！心霊バスツアー!!』（2010年、クリエイティブアクザ）
- 『パチンコのぞっとする都市伝説』（2013年、JVD） - 監督、企画、出演
- 『TVオクラ入りシリーズ 駅弁を食べよう! ～九州駅弁60食完食の旅～』（2013年、JVD）
- 『見るとあなたも呪われる?! 生人形』（2013年、JVD） - 監督、企画、出演
- 『ガチで怖い心霊スポット! 劇場版ならぬDVD版』（2013年、JVD） - 監督、企画
- 『撮影成功! 見ると幸せになるDVD?! 座敷童子』（2014年、JVD） - 監督、企画